# Wolekleskarspitze
Die Woleggleskarspitze (auch Wolekleskarspitze, Woleckleskarspitze oder Wolecklesspitze) ist ein 2522 m ü. A. hoher Nebengipfel der Bretterspitze in der Hornbachkette der Allgäuer Alpen.
Referenzgipfel (Line Parent) ist die Sattelkarspitze. Dominanzbezug ist die nähere, aber etwas tiefer eingeschartete Gliegerkarspitze.

## Lage und Umgebung
Die Woleggleskarspitze erhebt sich neben der Sattelkarspitze, der Gliegerkarspitze und der Hinteren Jungfrauenspitze in der Nähe von Häselgehr und Elbigenalp. Wer Skier mitnehmen möchte, kann diese unterhalb des Gipfels deponieren und dann entlang der Aufstiegsroute ins Tal fahren.